# Harvey Starr
Harvey Starr (* 11. November 1946 in New York City) ist ein US-amerikanischer Politikwissenschaftler und emeritierter Professor der University of South Carolina. Sein Fachgebiet sind die Internationalen Beziehungen. 2001 amtierte er als Präsident der Peace Science Society (International) und 2013/14 als Präsident der International Studies Association (ISA).
Sein Bachelor-Examen machte er 1967 an der University at Buffalo, Master-Abschluss und Promotion zum Ph.D. folgten 1970 und 1971 an der Yale University. Starr ist seit 1989 Dag Hammarskjöld Professor in International Affairs der University of South Carolina, vorher war er Professor an der Indiana University.

## Schriften (Auswahl)
- On geopolitics. Space, place, and international relations. Paradigm Publishers, Boulder 2013, ISBN 9781594518768.
- Anarchy, order, and integration. How to manage interdependence. University of Michigan Press, Ann Arbor 1997, ISBN 0472108492.
- Henry Kissinger. Perceptions of international politics.  University Press of Kentucky, Lexington 1984, ISBN 0813115000.
- War coalitions. The distributions of payoffs and losses. Lexington Books, Lexington 1972, ISBN 0669830712.